# Вміст літію у фотосфері Сонця

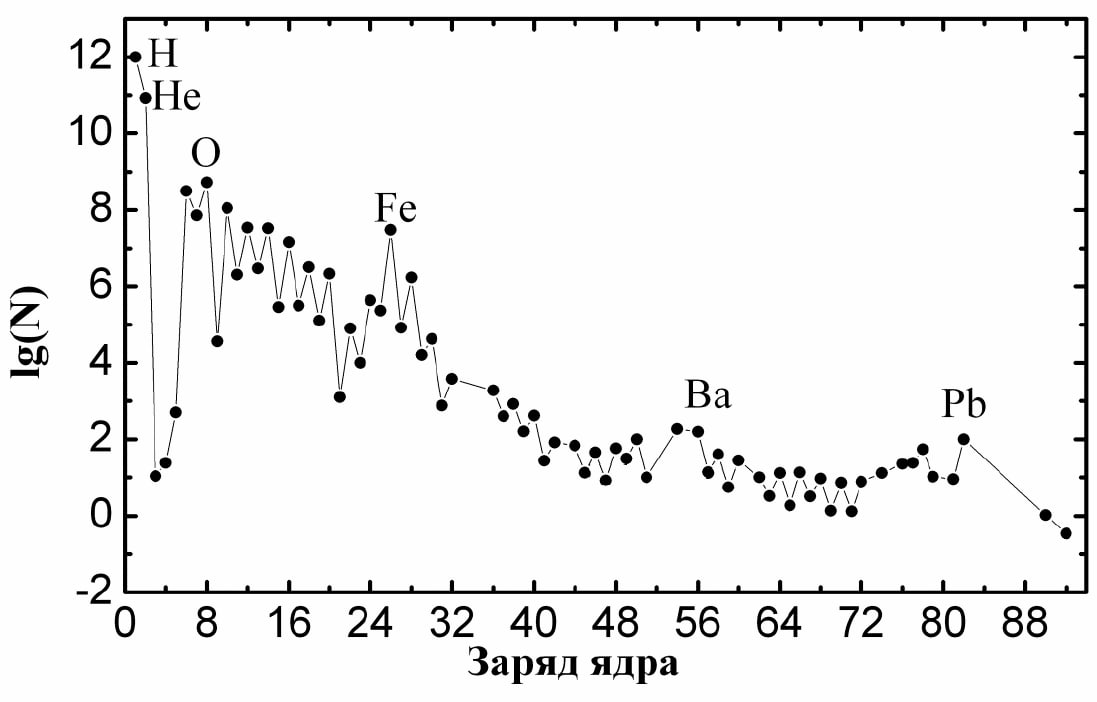
Поширеність хмічних елементів у сонячній системі

Поширеність хімічних елементів у земній корі. Відповідно до графіків, вміст літію на Землі більший на один порядок ніж у фотосфері Сонця.

Із загально прийнятих уявлень про формування сонячної системи, вважається, що Сонце і планети сонячної системи формувалися з однієї молекулярної хмари. Оскільки хімічний склад цієї хмари був однорідним, то історично очікувалося, що хімічний склад фотосфери Сонця буде подібним до хім. складу Землі. Однак, спектральні спостереження показують, що вміст літію у фотосфері Сонця в 30 разів менший ніж у земній корі. Разом із цим відношення вмісту літію на Землі тотожне такому на Місяці, астероїдах та у зорях типу Т Тільця.
Із розвитком ядерної астрофізики, а також завдяки спостереженням за зорями типу Т Тільця, була запропонована модель, згідно з якою в надрах протосонця відбувалися термоядерні реакції за участю дейтерію та літію, внаслідок чого сьогодні і спостерігається така відмінність.
Ланцюжок протон-протонної реакції горіння літію в надрах зір типу Т Тільця:
{\displaystyle {^{6}_{3}}}Li + p{\displaystyle {^{+}}} -> {\displaystyle {^{7}_{4}}}Be (нестабільний)
{\displaystyle {^{7}_{4}}}Be + e{\displaystyle {^{-}}} -> {\displaystyle {^{7}_{3}}}Li + v{\displaystyle {_{e}}}
{\displaystyle {^{7}_{3}}}Li + p{\displaystyle {^{+}}} -> {\displaystyle {^{8}_{4}}}Be (нестабільний)
{\displaystyle {^{8}_{4}}}Be -> 2 {\displaystyle {^{4}_{2}}}He + 0.92keV
У результаті весь літій до виходу зорі на головну послідовність перетворюється на гелій.